# Lista över fornlämningar i Tanums kommun
Lista över fornlämningar i Tanums kommun är en förteckning av ett urval av de fornlämningar som finns i Tanums kommun.

## Bottna
Se Lista över fornlämningar i Tanums kommun (Bottna)

## Kville
Se Lista över fornlämningar i Tanums kommun (Kville)

## Lur
Se Lista över fornlämningar i Tanums kommun (Lur)

## Mo
Se Lista över fornlämningar i Tanums kommun (Mo)

## Naverstad
Se Lista över fornlämningar i Tanums kommun (Naverstad)

## Svarteborg
| Namn         | Lämningstyp | Tillkomsttid | Historisk indelning  | Plats | Läge                 | ID-nr          | Bild                                 |
| ------------ | ----------- | ------------ | -------------------- | ----- | -------------------- | -------------- | ------------------------------------ |
| Kville 593:1 | Röse        |              | Svarteborg, Bohuslän |       | 58.591278, 11.496146 | 10156405930001 | Ladda upp en bild av detta fornminne |

## Svenneby
Se Lista över fornlämningar i Tanums kommun (Svenneby)

## Tanum
Se Lista över fornlämningar i Tanums kommun (Tanum, hällristningar)
Se Lista över fornlämningar i Tanums kommun (Tanum, övriga)